# Hospital de convalecientes de San Bernardo
El Hospital de convalecientes de San Bernardo (denominado también Hospital de Santa Ana y popularmente como Convalecientes de Santa Ana) fue una institución sanitaria ubicada en la denominada calle Ancha de San Bernardo (Madrid) esquina calle Antonio Grilo. En medio del denominado barrio de la Universidad, fue uno de los primeros hospitales de covalecientes creado por Bernardino de Obregón cuya vigilancia se debía a la hermandad de Santa Ana. Su función principal fue la de acoger a los enfermos convalecientes procedentes de otros hospitales de Madrid. El edificio fue derribado en 1846. La calle de San Bernardo aparece como de Convalecientes de San Bernardo debido a la existencia anterior de este hospital. 

## Historia
Los inicios de este hospital se remontan al periodo de 1579 cuyo promotor es el fraile Bernardino de Obregón. Los decretos reales de Felipe II ordenando la agregación de hospitales en las distintas capitales de provincias hicieron que este edificio fuese abandonado. Mediante la intercesión de Alonso de Peralta Contador Real, el hospital fue creado en las cercanías del Monasterio de Santa Ana. Fue finalmente derribado en 1846.